# Magdalena Sędziak
Magdalena Sędziak (ur. 17 maja 1976 w Łodzi) – polska pięcioboistka nowoczesna, mistrzyni świata w sztafecie (2004), medalistka mistrzostw Europy i mistrzostw Polski.

## Kariera sportowa
W latach 1983–1991 uprawiała pływanie w Delfinie Łódź, od 1991 pięciobój nowoczesny w Legii Warszawa. W 1996 zdobyła brązowy medal mistrzostw świata juniorów drużynowo, w 1997 mistrzostwo Europy juniorów w sztafecie i wicemistrzostwo Europy juniorów w drużynie.
Jej największym sukcesem w karierze było mistrzostwo świata w sztafecie w 2004 (z Pauliną Boenisz i Martą Dziadurą). W pozostałych startach na MŚ zajmowała miejsca: 2000 - 6 m. w sztafecie, 2001 - 5 m. w sztafecie, 2002 - 7 m. w sztafecie, 16 m. indywidualnie, 2003 - 5 m. drużynowo, 18 m. indywidualnie, 2005 - 7 m. w sztafecie.
Na mistrzostwach Europy w 2002 zdobyła srebrny medal drużynowo w 2003 (z Pauliną Boenisz i Edytą Małoszyc) oraz dwa brązowe medale drużynowo - w 2002 i 2004 (w obu występach z Pauliną Boenisz i Edytą Małoszyc).
Na mistrzostwach Polski seniorów zdobyła dwa srebrne (2002, 2005) oraz  trzy brązowe medale (2001, 2003, 2004). Była także wicemistrzynią Polski juniorek (1997)